# César-díjak 1999
A 24. César-gálát 1999. március 6-án tartották meg a párizsi Châtelet Színházban, a hajdan kilencszeres César-jelölt Isabelle Huppert elnökletével.
A három legeredményesebb film (Dilisek vacsorája, Élet, amiről az angyalok álmodnak és az Aki szeret engem, vonatra ül) 3-3 Césart vihetett haza. A legnagyobb vesztes Nicole Garcia filmje, A Vendôme tér asszonya volt, amely a legtöbb (12) jelölés ellenére egyetlen díjat sem kapott. A már jelentős közönségsikert maga mögött tudó Taxi is mindössze két – nem éppen a legjelentősebb – díjban részesült.
A legjobb külföldi film kategóriában Az élet szép olyan filmeket utasított maga mögé, mint a Titanic, a Ryan közlegény megmentése, vagy a dán Születésnap.
A filmes esemény nem volt mentes a botránytól: a francia filmrendezők szövetsége bojkottálta a rendezvényt, tiltakozásul a Canal+ televíziós csatorna és a Murdoch-birodalom közötti – a Césarok éjszakája kizárólagos közvetítési jogára vonatkozó – megállapodás ellen, mivel szerintük ez veszélyezteti a francia filmgyártás finanszírozását.
A rendezvényen megemlékeztek az előző év őszén elhunyt César Baldaccini szobrászművészről, a díj és az estély névadójáról, aki negyedszázad után úgy érezte: neve egyszerű köznévvé vált, s tiltakozott az ellen, hogy a Césart „s” toldalékkal, többes számban használják…

## Díjazottak
| Díjak                                      | Díjazottak és jelöltek |
| ------------------------------------------ | --- |

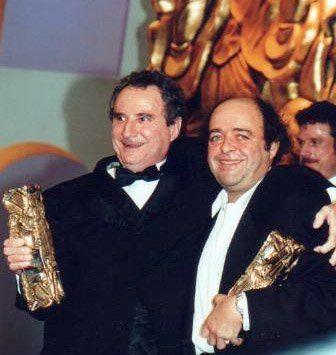
Daniel Prévost és Jacques Villeret
a díjátadón

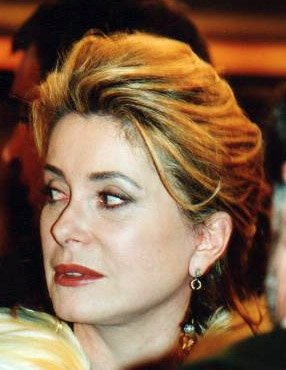
Catherine Deneuve,
aki ezúttal nem kapott szobrocskát...

| legjobb film                               | - Élet, amiről az angyalok álmodnak (La vie rêvée des anges), rendezte: Érick Zonca - Aki szeret engem, vonatra ül (Ceux qui maiment prendront le train), rendezte: Patrice Chéreau - A Vendôme tér asszonya (Place Vendôme), rendezte: Nicole Garcia - Dilisek vacsorája (Le dîner de cons), rendezte: Francis Veber - Taxi, rendezte: Gérard Pirès                                             |
| legjobb rendező                            | - Patrice Chéreau – Aki szeret engem, vonatra ül (Ceux qui maiment prendront le train) - Nicole Garcia – A Vendôme tér asszonya (Place Vendôme) - Gérard Pirès – Taxi - Francis Veber – Dilisek vacsorája (Le dîner de cons) - Érick Zonca – Élet, amiről az angyalok álmodnak (La vie rêvée des anges)                                                                                          |
| legjobb színésznő                          | - Élodie Bouchez – Élet, amiről az angyalok álmodnak (La Vie rêvée des anges) - Catherine Deneuve – A Vendôme tér asszonya (Place Vendôme) - Isabelle Huppert – A szenvedély iskolája (L'école de la chair) - Sandrine Kiberlain – Eladó (À vendre) - Marie Trintignant – Mint a vízfolyás (Comme elle respire)                                                                                  |
| legjobb színész                            | - Jacques Villeret – Dilisek vacsorája (Le dîner de cons) - Charles Berling – Az unalom (L'ennui) - Jean-Pierre Darroussin – Le poulpe - Antoine De Caunes – L'homme est une femme comme les autres - Pascal Greggory – Aki szeret engem, vonatra ül (Ceux qui maiment prendront le train) |
| legjobb mellékszereplő színésznő           | - Dominique Blanc – Aki szeret engem, vonatra ül (Ceux qui maiment prendront le train) - Anémone – Lautrec - Arielle Dombasle – Az unalom (L'ennui) - Catherine Frot – Dilisek vacsorája (Le dîner de cons) - Emmanuelle Seigner – A Vendôme tér asszonya (Place Vendôme) |
| legjobb mellékszereplő színész             | - Daniel Prévost – Dilisek vacsorája (Le dîner de cons) - Jacques Dutronc – A Vendôme tér asszonya (Place Vendôme) - Bernard Fresson – A Vendôme tér asszonya (Place Vendôme) - Vincent Pérez – Aki szeret engem, vonatra ül (Ceux qui maiment prendront le train) - Jean-Louis Trintignant – Aki szeret engem, vonatra ül (Ceux qui maiment prendront le train)                                 |
| legígéretesebb fiatal színésznő            | - Natacha Régnier – Élet, amiről az angyalok álmodnak (La vie rêvée des anges) - Marion Cotillard – Taxi - Hélène de Fougerolles – Legyen világosság! (Que la lumière soit !) - Sophie Guillemin – Az unalom (L’ennui) - Rona Hartner – Gadjo dilo – A bolond idegen (Gadjo Dilo) |
| legígéretesebb fiatal színész              | - Bruno Putzulu – A csábítás iskolája (Petits désordres amoureux) - Lionel Abelanski – Életvonat (Train de vie) - Guillaume Canet – Telitalálat a szívbe (En plein cœur) - Romain Duris – Gadjo dilo – A bolond idegen (Gadjo dilo) - Samy Naceri – Taxi |
| legjobb operatőr                           | - Éric Gautier – Aki szeret engem, vonatra ül (Ceux qui maiment prendront le train) - Laurent Dailland – A Vendôme tér asszonya (Place Vendôme) - Agnès Godard – Élet, amiről az angyalok álmodnak (La vie rêvée des anges) |
| legjobb vágás                              | - Véronique Lange – Taxi - Luc Barnier et Françoise Bonnot – A Vendôme tér asszonya (Place Vendôme) - François Gédigier – Aki szeret engem, vonatra ül (Ceux qui maiment prendront le train) |
| legjobb eredeti vagy adaptált forgatókönyv | - Francis Veber – Dilisek vacsorája (Le dîner de cons) - Roger Bohbot, Érick Zonca – Élet, amiről az angyalok álmodnak (La vie rêvée des anges) - Patrice Chéreau, Danièle Thompson, Pierre Trividic – Aki szeret engem, vonatra ül (Ceux qui maiment prendront le train) - Jacques Fieschi, Nicole Garcia – A Vendôme tér asszonya (Place Vendôme) - Radu Mihaileanu – Életvonat (Train de vie) |
| legjobb filmzene                           | - Tony Gatlif – Gadjo dilo – A bolond idegen (Gadjo Dilo) - IAM – Taxi - Francis Lai, Claude Bolling – Hasards ou coïncidences - Philippe Miller – Jeanne és a tökéletes férfi (Jeanne et le garçon formidable) |
| legjobb hang                               | - Vincent Tulli és Vincent Arnadi – Taxi - Jean-Pierre Duret, Dominique Hennequin – A Vendôme tér asszonya (Place Vendôme) - Jean-Pierre Laforce, Nadine Muse, Guillaume Sciama – Aki szeret engem, vonatra ül (Ceux qui maiment prendront le train) |
| legjobb díszlet                            | - Jacques Rouxel – Lautrec - Thierry Flamand – A Vendôme tér asszonya (Place Vendôme) - Richard Peduzzi, Sylvain Chauvelot – Aki szeret engem, vonatra ül (Ceux qui maiment prendront le train) |
| legjobb jelmez                             | - Pierre-Jean Larroque – Lautrec - Nathalie du Roscoat és Élisabeth Tavernier – A Vendôme tér asszonya (Place Vendôme) - Sylvie de Segonzac – Don Juan |
| legjobb elsőmű                             | - Isten látja lelkem (Dieu seul me voit), rendezte: Bruno Podalydes - Élet, amiről az angyalok álmodnak (La vie rêvée des anges), rendezte: Érick Zonca - Jeanne és a tökéletes férfi (Jeanne et le garçon formidable), rendezte: Olivier Ducastel és Jacques Martineau - L'arrière pays, rendezte: Jacques Nolot - Le gone du Chaâba, rendezte: Christophe Ruggia                               |
| legjobb rövidfilm                          | - L'interview, rendezte: Xavier Giannoli - La vache qui voulait sauter par dessus l'église, rendezte: Guillaume Casset - La vieille Barrière, rendezte: Lyèce Boukhitine - Les pinces à linge, rendezte: Joël Brisse - Tueurs de petits poissons, rendezte: Alexandre Gavras |
| legjobb külföldi film                      | - Az élet szép (La vita è bella), rendezte: Roberto Benigni ( ITA) - Központi pályaudvar (Central do Brasil), rendezte: Walter Salles ( BRA, FRA) - Ryan közlegény megmentése (Saving Private Ryan), rendezte: Steven Spielberg ( USA) - Születésnap (Festen), rendezte: Thomas Vinterberg ( DEN, SWE) - Titanic, rendezte: James Cameron ( USA)                                                 |
| tiszteletbeli César                        | - Pedro Almodóvar - Johnny Depp - Jean Rochefort |

## Többszörös jelölések és elismerések
A statisztikában a különdíjak nem lettek figyelembe véve.
| Jelölés | Díj | Magyar cím                        | Eredeti cím                         |
| ------- | --- | --------------------------------- | ----------------------------------- |
| 12      | 0   | A Vendôme tér asszonya            | Place Vendôme                       |
| 11      | 3   | Aki szeret engem, vonatra ül      | Ceux qui maiment prendront le train |
| 7       | 3   | Élet, amiről az angyalok álmodnak | La vie rêvée des anges              |
| 7       | 2   | Taxi                              | Taxi                                |
| 6       | 3   | Dilisek vacsorája                 | Le dîner de cons                    |
| 3       | 2   | Lautrec                           | Lautrec                             |
| 3       | 1   | Gadjo dilo – A bolond idegen      | Gadjo Dilo                          |
| 3       | 0   | Az unalom                         | L'ennui                             |
| 2       | 0   | Életvonat                         | Train de vie                        |
| 2       | 0   | Jeanne és a tökéletes férfi       | Jeanne et le garçon formidable      |